# Пагано, Франческо Марио
Франческо Марио Пага́но (итал. Francesco Mario Pagano; 8 декабря 1748, Бриенца — 29 октября 1799, Неаполь) — итальянский юрист, философ права, драматург, публицист. Политик. Активный сторонник Партенопейской республики, педагог, профессор Неаполитанского университета.

## Биография
Изучал право в Неаполитанском университете. Занимался адвокатской практикой и одновременно преподавал этику и уголовное право в университете Неаполя.
Политический деятель. Якобинец. Был представителем радикального крыла неаполитанских просветителей. Активно участвовал в патриотическом якобинском движении, развернувшемся в Неаполе под влиянием Великой французской революции.
Франческо Марио Пагано был масоном и членом ложи «Филантропия», в которой занимал должность досточтимого мастера в 1786 году.
Выступал защитником на судебных процессах патриотов в 1794 году. В 1796 году был арестован, в 1798 году — освобождён, находился в эмиграции в Риме и Милане.
Сыграл важную роль во время неаполитанской революции и в недолгом существовании Неаполитанской республики. В январе 1799 года, после провозглашения Партенопейской республики, созданной под опекой Наполеоновской Франции, вернулся в Неаполь и стал одним из виднейших её деятелей: был членом временного правительства и президентом законодательного комитета, одним из авторов проекта республиканской конституции.
В июне с оружием в руках защищал республику. После вмешательства Англии, возвращения на престол Фердинанда I и её поражения, 23 июня 1799 года участвовал в подписании почётной капитуляции, гарантировавшей сохранение жизни республиканцам. Ф. Пагано участвовал в переговорах с командующим контрреволюционной армией кардиналом Фабрицио Руффо. Договор о капитуляции республиканцев, который подписал Пагано, гарантировал побеждённым жизни и право на беспрепятственный выезд из страны, однако правительство, нарушив условия капитуляции, жестоко расправилось с участниками революции. Королевский суд приговорил его к смертной казни через повешение.
Вместе с группой патриотов (свыше 100 человек) Ф. Пагано был казнён.

## Творчество
Автор ряда эссе, драматургических произведений политико-публицистических работ.
В своей работе «Политические очерки о происхождении, прогрессе и упадке общества» (Saggi politici dei principi, progressi e decadenza délle sociétà, 1783-85) Ф. Пагано развивал идеи об объективной закономерности исторического процесса, в юридических трудах — о законе как гаранте свободы человека.

## Избранные произведения
Эссе
- Considerazioni sul processo criminale (1787)
- Saggi politici (1783)
- Principi del codice penale (1819)
- Logica dei probabili o teoria delle prove (1819)
- Opere filosofiche, politiche ed estetiche, Lugano, 1837.

Пьесы
- Gli esuli Tebani (1782)
- Il Gerbino (1787)
- Agamennone (1787)
- Corradino (1789)
- Emilia (1792)